# Lomnice, Sokolov
Lomnice là một làng thuộc huyện Sokolov, vùng Karlovarský, Cộng hòa Séc.